# جورج مری سیرل
 جورج مری سیرل (انگلیسی: George Mary Searle؛ زاده ۲۷ ژوئن ۱۸۳۹ درگذشته ۲۷ ژوئن ۱۹۱۸) یک ستاره‌شناس اهل ایالات متحده آمریکا بود. 